# Château-Gontier-sur-Mayenne
Château-Gontier-sur-Mayenne – gmina we Francji, w regionie Kraj Loary, w departamencie Mayenne. W 2013 roku liczba ludności wynosiła 17 663 mieszkańców. 
Gmina została utworzona 1 stycznia 2019 roku z połączenia trzech ówczesnych gmin: Azé, Château-Gontier oraz Saint-Fort. Siedzibą gminy została miejscowość Château-Gontier. 